# Salto con gli sci ai XXI Giochi olimpici invernali - Trampolino lungo
Nel salto con gli sci ai XXI Giochi olimpici invernali la gara dal trampolino lungo si disputò nella località di Whistler il 19 e il 20 febbraio 2010 sul trampolino K125 del Whistler Olympic Park Ski Jumps e parteciparono 61 atleti, che effettuarono due salti con valutazione della distanza e dello stile. La prima giornata è stata dedicata alle qualificazioni, mentre la seconda ai salti di finale.
Il campione olimpico uscente, che aveva conquistato l'oro nella precedente edizione di Torino 2006, era l'austriaco Thomas Morgenstern.

## Risultati

### Qualificazioni
Il 19 fu effettuata la prova di qualificazione per determinare i 40 finalisti che si aggiunsero ai 10 ammessi di diritto grazie alla classifica della Coppa del Mondo; un salto preliminare di prova si svolse a partire dalle ore 8:30, cui seguì la qualificazione vera e propria alle ore 10:00.
I dieci atleti ammessi di diritto alla finale, che effettuarono comunque il salto di prova, furono:
| Atleta                | Nazione   | Distanza salto di prova (m) |
| --------------------- | --------- | --------------------------- |
| Janne Ahonen          | Finlandia | 126,5                       |
| Simon Ammann          | Svizzera  | 140,0                       |
| Anders Jacobsen       | Norvegia  | 142,5                       |
| Andreas Kofler        | Austria   | 125,5                       |
| Robert Kranjec        | Slovenia  | 134,5                       |
| Wolfgang Loitzl       | Austria   | 125,5                       |
| Adam Małysz           | Polonia   | 133,5                       |
| Thomas Morgenstern    | Austria   | 129,5                       |
| Gregor Schlierenzauer | Austria   | 134,5                       |
| Michael Uhrmann       | Germania  | 134,5                       |

I 40 atleti ammessi alla finale grazie al risultato conseguito nelle qualificazioni furono:
| Posizione | Atleta                   | Nazione       | Distanza (m) | Punteggio distanza | Punteggio stile | Punteggio totale |
| --------- | ------------------------ | ------------- | ------------ | ------------------ | --------------- | ---------------- |
| 1         | Noriaki Kasai            | Giappone      | 142,5        | 91,5               | 52,0            | 143,5            |
| 2         | Daiki Itō                | Giappone      | 139,5        | 86,1               | 56,5            | 142,6            |
| 3         | Matti Hautamäki          | Finlandia     | 137,5        | 82,5               | 55,5            | 138,0            |
|           | Antonín Hájek            | Rep. Ceca     | 137,5        | 82,5               | 55,5            | 138,0            |
|           | Andreas Wank             | Germania      | 137,5        | 82,5               | 55,5            | 138,0            |
| 6         | Johan Remen Evensen      | Norvegia      | 137,0        | 81,6               | 55,5            | 137,1            |
| 7         | Anders Bardal            | Norvegia      | 136,5        | 80,7               | 56,0            | 136,7            |
| 8         | Tom Hilde                | Norvegia      | 136,5        | 80,7               | 55,0            | 135,7            |
| 9         | Harri Olli               | Finlandia     | 137,0        | 81,6               | 54,0            | 135,6            |
| 10        | Emmanuel Chedal          | Francia       | 137,0        | 81,6               | 53,5            | 135,1            |
| 11        | Jakub Janda              | Rep. Ceca     | 134,5        | 77,1               | 54,5            | 131,6            |
| 12        | Michael Neumayer         | Germania      | 136,0        | 79,8               | 49,5            | 129,3            |
| 13        | Janne Happonen           | Finlandia     | 133,0        | 74,4               | 54,0            | 128,4            |
| 14        | Stefan Hula              | Polonia       | 132,0        | 72,6               | 55,0            | 127,6            |
|           | Denis Kornilov           | Russia        | 132,0        | 72,6               | 55,0            | 127,6            |
| 16        | Krzysztof Miętus         | Polonia       | 132,5        | 73,5               | 53,5            | 127,0            |
| 17        | Kamil Stoch              | Polonia       | 131,0        | 70,8               | 54,5            | 125,3            |
| 18        | Sebastian Colloredo      | Italia        | 131,5        | 71,7               | 53,5            | 125,2            |
| 19        | Shōhei Tochimoto         | Giappone      | 130,5        | 69,9               | 53,5            | 123,4            |
| 20        | Andreas Küttel           | Svizzera      | 130,0        | 69,0               | 53,5            | 122,5            |
| 21        | Peter Prevc              | Slovenia      | 129,5        | 68,1               | 54,0            | 122,1            |
| 22        | Taku Takeuchi            | Giappone      | 129,5        | 68,1               | 53,5            | 121,6            |
| 23        | Jernej Damjan            | Slovenia      | 129,5        | 68,1               | 53,0            | 121,1            |
| 24        | Pavel Karelin            | Russia        | 128,5        | 66,3               | 53,0            | 119,3            |
| 25        | Martin Schmitt           | Germania      | 128,0        | 65,4               | 53,5            | 118,9            |
| 26        | Vincent Descombes Sevoie | Francia       | 128,0        | 65,4               | 52,5            | 117,9            |
| 27        | Roman Koudelka           | Rep. Ceca     | 127,5        | 64,5               | 52,5            | 117,0            |
| 28        | Nicholas Alexander       | Stati Uniti   | 127,5        | 64,5               | 52,0            | 116,5            |
| 29        | Martin Cikl              | Rep. Ceca     | 126,0        | 61,8               | 52,5            | 114,3            |
| 30        | Peter Frenette           | Stati Uniti   | 126,0        | 61,8               | 52,0            | 113,8            |
| 31        | Andrea Morassi           | Italia        | 124,0        | 58,2               | 51,5            | 109,7            |
| 32        | Aleksej Korolëv          | Kazakistan    | 123,5        | 57,3               | 52,0            | 109,3            |
| 33        | Kim Hyun-Ki              | Corea del Sud | 123,0        | 56,4               | 52,5            | 108,9            |
| 34        | Choi Heung-Chul          | Corea del Sud | 122,5        | 55,5               | 51,5            | 107,0            |
| 35        | David Lazzaroni          | Francia       | 122,5        | 55,5               | 49,5            | 105,0            |
| 36        | Stefan Read              | Canada        | 120,5        | 51,9               | 51,0            | 102,9            |
| 37        | Dmitrij Ipatov           | Russia        | 120,0        | 51,0               | 51,0            | 102,0            |
| 38        | Il'ja Rosljakov          | Russia        | 119,5        | 50,1               | 51,0            | 101,1            |
| 39        | Mitja Mežnar             | Slovenia      | 120,0        | 51,0               | 50,0            | 101,0            |
| 40        | Tomáš Zmoray             | Slovacchia    | 119,5        | 50,1               | 50,5            | 100,6            |

### Finale
Gli atleti hanno gareggiato per la finale il giorno seguente effettuando due salti, il secondo dei quali eseguito soltanto dai primi trenta classificati al termine della prima tornata. Il totale realizzato nei due salti ha determinato la classifica finale. La giornata dei saltatori è cominciata alle 8:30 locali con un salto di prova, mentre le due serie di salti sono iniziate rispettivamente alle 11:30 e 12:30.
| Posizione | Atleta                   | Nazione   | Distanza primo salto (m) | Punteggio primo salto | Posizione primo salto | Distanza secondo salto (m) | Punteggio secondo salto | Posizione secondo salto | Punteggio totale |
| --------- | ------------------------ | --------- | ------------------------ | --------------------- | --------------------- | -------------------------- | ----------------------- | ----------------------- | ---------------- |
| 1         | Simon Ammann             | Svizzera  | 144,0                    | 144,7                 | 1                     | 138,0                      | 138,9                   | 1                       | 283,6            |
| 2         | Adam Małysz              | Polonia   | 137,0                    | 138,1                 | 2                     | 133,5                      | 131,3                   | 6                       | 269,4            |
| 3         | Gregor Schlierenzauer    | Austria   | 130,5                    | 125,4                 | 5                     | 136,0                      | 136,8                   | 2                       | 262,2            |
| 4         | Andreas Kofler           | Austria   | 131,5                    | 127,2                 | 4                     | 135,0                      | 134,0                   | 4                       | 261,2            |
| 5         | Thomas Morgenstern       | Austria   | 129,5                    | 123,6                 | 7                     | 129,5                      | 123,1                   | 8                       | 246,7            |
| 6         | Michael Neumayer         | Germania  | 130,0                    | 122,5                 | 8                     | 130,0                      | 123,0                   | 9                       | 245,5            |
| 7         | Antonín Hájek            | Rep. Ceca | 128,0                    | 119,4                 | 9                     | 129,0                      | 121,2                   | 12                      | 240,6            |
| 8         | Noriaki Kasai            | Giappone  | 121,5                    | 105,7                 | 21                    | 135,0                      | 133,5                   | 5                       | 239,2            |
| 9         | Robert Kranjec           | Slovenia  | 118,5                    | 99,3                  | 27                    | 135,5                      | 134,4                   | 3                       | 233,7            |
| 10        | Wolfgang Loitzl          | Austria   | 129,5                    | 124,1                 | 6                     | 121,5                      | 106,2                   | 22                      | 230,3            |
| 11        | Tom Hilde                | Norvegia  | 124,0                    | 111,2                 | 15                    | 126,5                      | 116,7                   | 13                      | 227,9            |
| 12        | Anders Jacobsen          | Norvegia  | 128,0                    | 119,4                 | 9                     | 122,5                      | 107,0                   | 21                      | 226,4            |
| 13        | Emmanuel Chedal          | Francia   | 118,5                    | 99,8                  | 25                    | 131,5                      | 125,7                   | 7                       | 225,5            |
| 14        | Kamil Stoch              | Polonia   | 126,0                    | 114,3                 | 13                    | 123,5                      | 109,8                   | 20                      | 224,1            |
| 15        | Johan Remen Evensen      | Norvegia  | 123,5                    | 109,3                 | 17                    | 126,0                      | 114,3                   | 14                      | 223,6            |
| 16        | Peter Prevc              | Slovenia  | 124,5                    | 111,6                 | 14                    | 124,0                      | 110,7                   | 16                      | 222,3            |
| 17        | Jakub Janda              | Rep. Ceca | 126,5                    | 115,2                 | 12                    | 121,5                      | 106,2                   | 23                      | 221,4            |
| 18        | Harri Olli               | Finlandia | 117,0                    | 95,6                  | 30                    | 129,0                      | 122,2                   | 10                      | 217,8            |
| 19        | Stefan Hula              | Polonia   | 122,5                    | 106,5                 | 20                    | 124,0                      | 110,7                   | 17                      | 217,2            |
| 20        | Daiki Itō                | Giappone  | 117,0                    | 95,6                  | 30                    | 128,5                      | 121,3                   | 11                      | 216,9            |
| 21        | Vincent Descombes Sevoie | Francia   | 120,0                    | 101,0                 | 23                    | 124,5                      | 110,6                   | 19                      | 211,6            |
| 22        | Anders Bardal            | Norvegia  | 119,0                    | 100,7                 | 24                    | 124,0                      | 110,7                   | 18                      | 211,4            |
| 23        | Roman Koudelka           | Rep. Ceca | 117,5                    | 97,0                  | 29                    | 125,0                      | 111,5                   | 15                      | 208,5            |
| 24        | Andreas Küttel           | Svizzera  | 121,5                    | 105,2                 | 22                    | 119,0                      | 99,7                    | 25                      | 204,9            |
| 25        | Michael Uhrmann          | Germania  | 122,5                    | 108,0                 | 18                    | 116,5                      | 94,7                    | 27                      | 202,7            |
| 26        | Matti Hautamäki          | Finlandia | 134,0                    | 131,7                 | 3                     | 104,0                      | 70,7                    | 30                      | 202,4            |
| 27        | Sebastian Colloredo      | Italia    | 118,5                    | 99,3                  | 27                    | 120,5                      | 102,9                   | 24                      | 202,2            |
| 28        | Andreas Wank             | Germania  | 127,5                    | 118,0                 | 11                    | 110,0                      | 82,5                    | 28                      | 200,5            |
| 29        | Mitja Mežnar             | Slovenia  | 119,0                    | 99,7                  | 26                    | 118,5                      | 98,8                    | 26                      | 198,5            |
| 30        | Martin Schmitt           | Germania  | 122,5                    | 108,0                 | 18                    | 108,0                      | 74,4                    | 29                      | 182,4            |